# Maszewo (powiat krośnieński)
Maszewo (dawna niem. nazwa Messow) – wieś w Polsce, położona w województwie lubuskim, w powiecie krośnieńskim, w gminie Maszewo.
W latach 1975–1998 miejscowość należała administracyjnie do województwa zielonogórskiego.
Wieś leży ok. 18 km na zachód od Krosna Odrzańskiego, przy drodze wojewódzkiej 138 Gubin-Gorzów Wielkopolski, ok. 2 km na południowy wschód od wsi (w ciągu drogi wojewódzkiej nr 138) funkcjonuje prom na rzece Odrze. 
Pierwsza wzmianka o dobrach Messowe pojawia się w 1251 roku, których podarowanie klasztorowi cystersów z Lubiąża przez Ottona, syna kasztelana krośnieńskiego Konrada, zatwierdził książę Henryk III. Własność klasztoru potwierdziła informacja zawarta w dokumencie wydanym w 1259 roku. Nazwę wsi jako Messow odnotowano około 1300 roku, natomiast w 1376 roku wspomniano miejscowego plebana. Wiadomość o rycerzu Siegmundzie von Rottenburgu pochodzi z 1492 roku, któremu książę Johann zezwolił na przekazanie w zastaw Maszewa Balizarowi von Lobenowi. Wieś została przejęta w XVI wieku przez książęcą domenę w Krośnie, a w XIX wieku maszewski folwark przeszedł w prywatne ręce. W 1879 roku jako właściciela dóbr odnotowano rodzinę von Bornstedt.
W miejscowości do 2004 roku istniał klub piłkarski Prom Maszewo.

## Zabytki
Do wojewódzkiego rejestru zabytków wpisany jest:
- kościół parafialny pw. św. Wojciecha Biskupa i Męczennika, został wzniesiony w XV wieku i gruntownie przebudowany w XIX stuleciu[4]. Nakryty jest dachem dwuspadowym. Posiada wzniesioną od zachodu masywną, czworoboczną wieżę, którą zwieńczono hełmem namiotowym. Wewnątrz świątyni w czasach baroku zbudowano przy północnej i południowej ścianie nawy empory[4]. Od zachodniej strony stanęła empora organowa. Kościół jest murowaną, głównie z cegły, salową budowlą położoną na planie prostokąta. Fundament i dolna część wieży są zbudowane z kamienia. Dwa rzędy okien umieszczono w elewacjach, po obu stronach nawy[4]. Dolne nieduże okna mają kształt prostokątny. Górny rząd, to potrójne okienka, umieszczone w ostrołukowym obramieniu. Na szczytowej ścianie korpusu nawowego widnieją częściowo przesłonięte blendy[4]. Świątynia posiada wnętrze przykryte stropem oraz pozorne sklepienie o pełno łukowym przekroju[7]. Jest także ceramiczne sklepienie krzyżowe (prezbiterium) i sklepienie kolebkowe (zakrystia). Korpus opasa jedna kondygnacja drewnianych empor wspartych na słupach[7]. Prezbiterium od nawy oddziela ostrołukowa arkada tęczowa. Wśród wyposażenia zachowały się elementy zabytkowe, eklektyczny konfesjonał, chrzcielnica, ambona, a także stalowy dzwon z 1914 roku umieszczony na wieży[7].